# Собор Святого Лаврентія (Трогір)
Собор Святого Лаврентія (Собор Св. Ловро) (хорв. Katedrala sv. Lovre) — кафедральний собор у м. Трогірі (Хорватія). Розташований у північній частині головної міської площі. Збудований у XIII—XVI століттях на фундаменті старої базиліки.
Відомий своїм внутрішнім оздобленням завдяки різьбленому західному порталу майстра Радована (1240 року) та каплиці Св. Іоанна Трогірського (каплиця Івана Урсіні), збудованій у XV столітті учнем Донателло Ніколою Флорентинцем (1430—1505) та декорованій роботами таких скульпторів як Андрія Алеші (1425—1505) та Іван Дукнович (1440—1514). У скарбниці собору зберігається колекція середньовічного образотворчого та декоративно-ужиткового мистецтва. Дзвіниця має риси романського, готичного та ренесансного стилів.
Вважається однією з найвизначніших пам'яток архітектури і релігії міста. У 1997 році собор як частина старого міста Трогіра був включений до списку Світової спадщини ЮНЕСКО.

## Історія
Собор почали зводити у першій половині XIII століття (не пізніше 1213 року) ні місці старішого, який постраждав наприкінці XII століття у результаті венеційського спустошення. Собор був присвячений святому Лаврентію. Ділянка, на якій зведено собор, ймовірно, з давніх часів була культовим місцем, оскільки у фундаменті дзвіниці були знайдені залишки жертовника богині Гери, які свідчать про те, що на цьому місці знаходився давньогрецький храм. В ранньохристиянський період тут знаходилась базиліка.
У народі собор відомий як «Святий Іоанн», за блаженним Іоанном, трогірським єпископом, мощі якого зберігаються у прибудованій до собору каплиці.

## Загальний опис

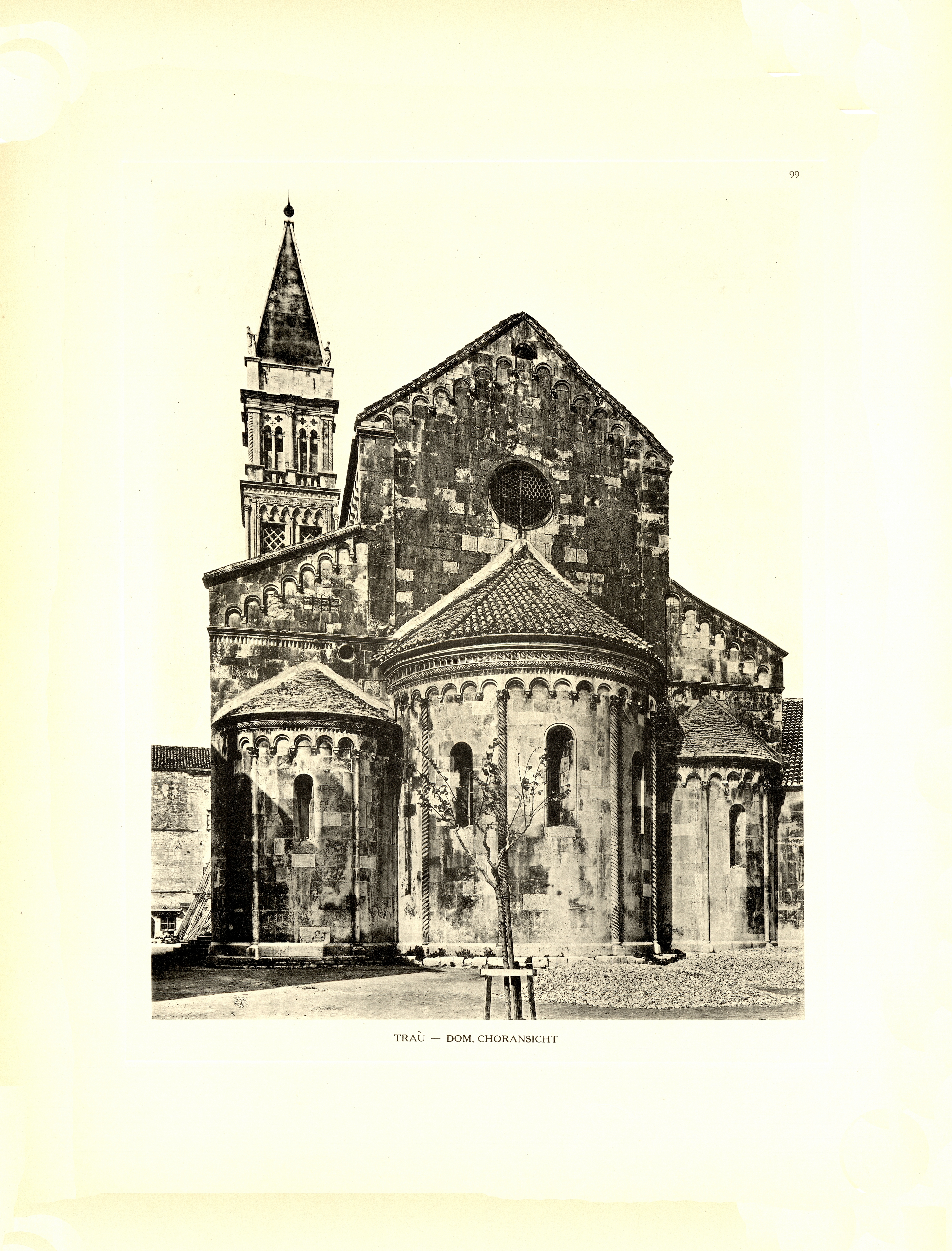
Апсиди собору. Фогограф — Георг Ковальчик, взято з «Пам'ятки культури Далмації», 1909. Відень

Собор Св. Лаврентія — романська тринефна базиліка із трьома напівкруглими апсидами. Зовнішня компактність та значність, зсередини ще більша виражена, завдяки міцним пілонам, що розділяють просторий і високий центральний неф від бокових. На відміну від інших далматинських церков, які будувалися у період зрілої романіки, трогірський собор має портик, спроектований уже на початковій стадії будівництва, причому з боків планувалося звести дві дзвіниці. Однак, історичні обставини вплинули на вигляд будівлі. Будівництво собору було завершене у середині XIII століття. До північного боку примкнув ряд прибудов ще до початку періоду Ренесансу.
Особливо довго, впродовж майже трьох з половиною століть тривало будівництво тільки однієї дзвіниці, яке було завершене у 1603 році. Збудована у південно-західній частині собору та прикрашена кам'яною пластикою, дзвіниця домінує над усім простором площі. Стіна південного бокового нефу, так само як і середнього, піднятого, а також портик прикрашені стриманим романським декором, простими пілястрами, між якими вставлені вузькі вікна із напівкруглою аркою, а з самого верху розташований ряд сліпих аркад. Майже таким чином декоровані і три напівкруглі апсиди, які також завершуються чередою сліпих аркад, тоді як віконні прорізи відділені між собою спіральними колонами романського стилю. У центрі південного бокового фасаду відкривається романський портал, що піднімається над рівнем площі рядами напівкруглих сходів. Латинський напис на порталі свідчить про те, що будівництво його було завершено у 1213 році, у часи єпископа Трегуна, родом із Тоскани. Плити стін добре витесані, всі архітектонічні членування і прикраси виконані з високим почуттям міри та каменярською майстерністю.

На порівняно схиловому фронтоні центрального нефу лише у 1370 році з'явилась велика готична троянда. В результаті венеційської облоги та боїв за остаточне завоювання Трогіра, собор був серйозно пошкоджений, і тому при відновленні у XV столітті зазнав значних перебудов у дусі пізньої готики. 

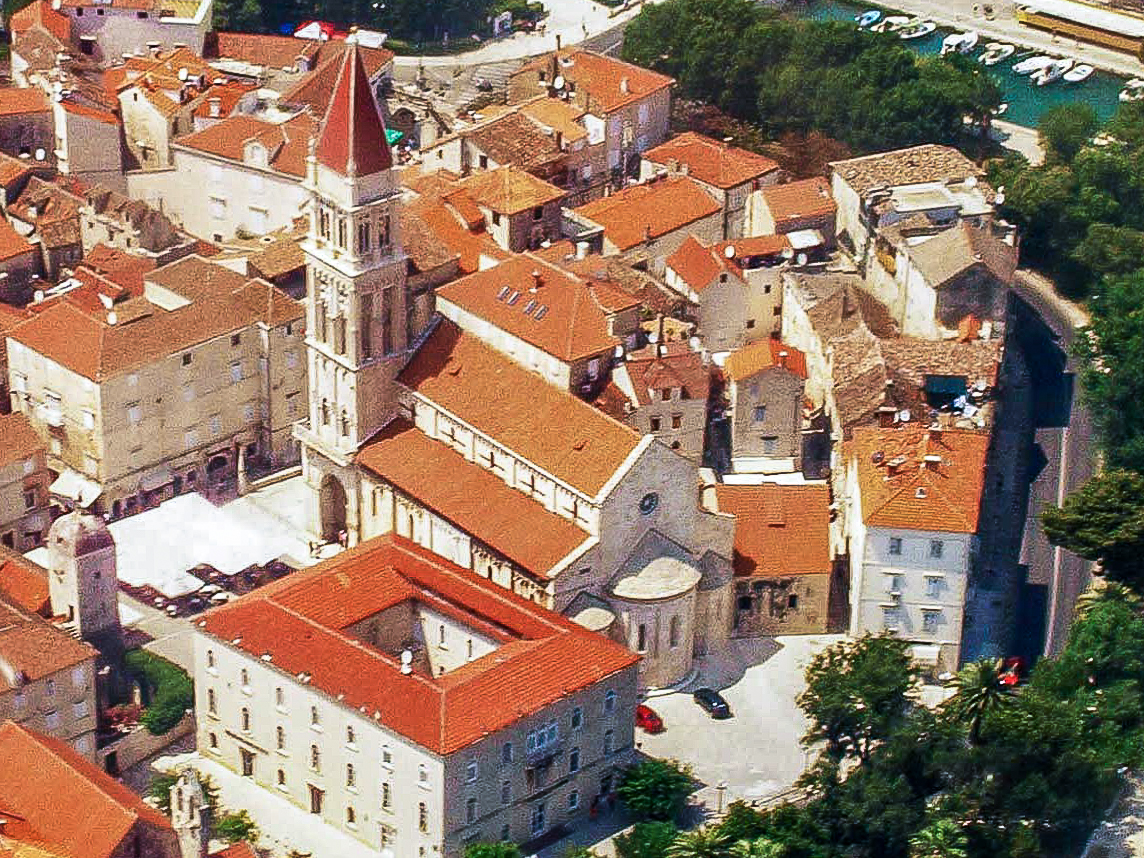
Собор. Вигляд з пташиного лету

А саме спорудження готичних склепінь над центральним нефом собору, прибудови до північної стіни і зведення двох ярусів дзвіниці. У першій половині XV століття було знесено ряд старих будівель, які з північної сторони примикали до собору, і майстри Нікола Рачич і Марко Груато прибудували каплицю Св. Ієроніма (1438—1446) до бокової стіні. У середині століття була значно перебудована у готичному стилі ризниця, у 1460 році архітектор та скульптор Андрія Алеші (1425—1505) почав будувати баптистерій у північній стороні портика. Баптистерій був завершений через сім років у співпраці з іншим архітектором і скульптором епохи Ренесансу Ніколою Флорентинцем (1430—1505), який у 1468 році розпочав будівництво каплиці трогірського єпископа Св. Іоанна.
Перед західним фасадом собору знаходиться критий вестибюль, який широко розкривається на захід. Вестибюль має перекритий аркою вхід, що відкривається з півдня, зі сторони площі. Над простором собору зімкнулися готичні ребра, що спираються на розкішно оформлені капітелі із зооморфними мотивами. Такий архітектурний задум немає собі рівних в архітектоніці презентабельних сакральних споруд на всьому просторі хорватського узбережжя Адріатичного моря. У південній стороні вестибюль несе функцію бази дзвіниці, а в північній частині має вхід до баптистерію, збудованому у XV столітті. У центрі вестибюля знаходиться головний, західний портал собору. Вестибюль закінчується до заходу терасою, обнесеною кам'яною огорожею із колонами, а до півдня, до площі — балконом. Над вестибюлем височить західний фасад центрального нефу собору.

## Дзвіниця

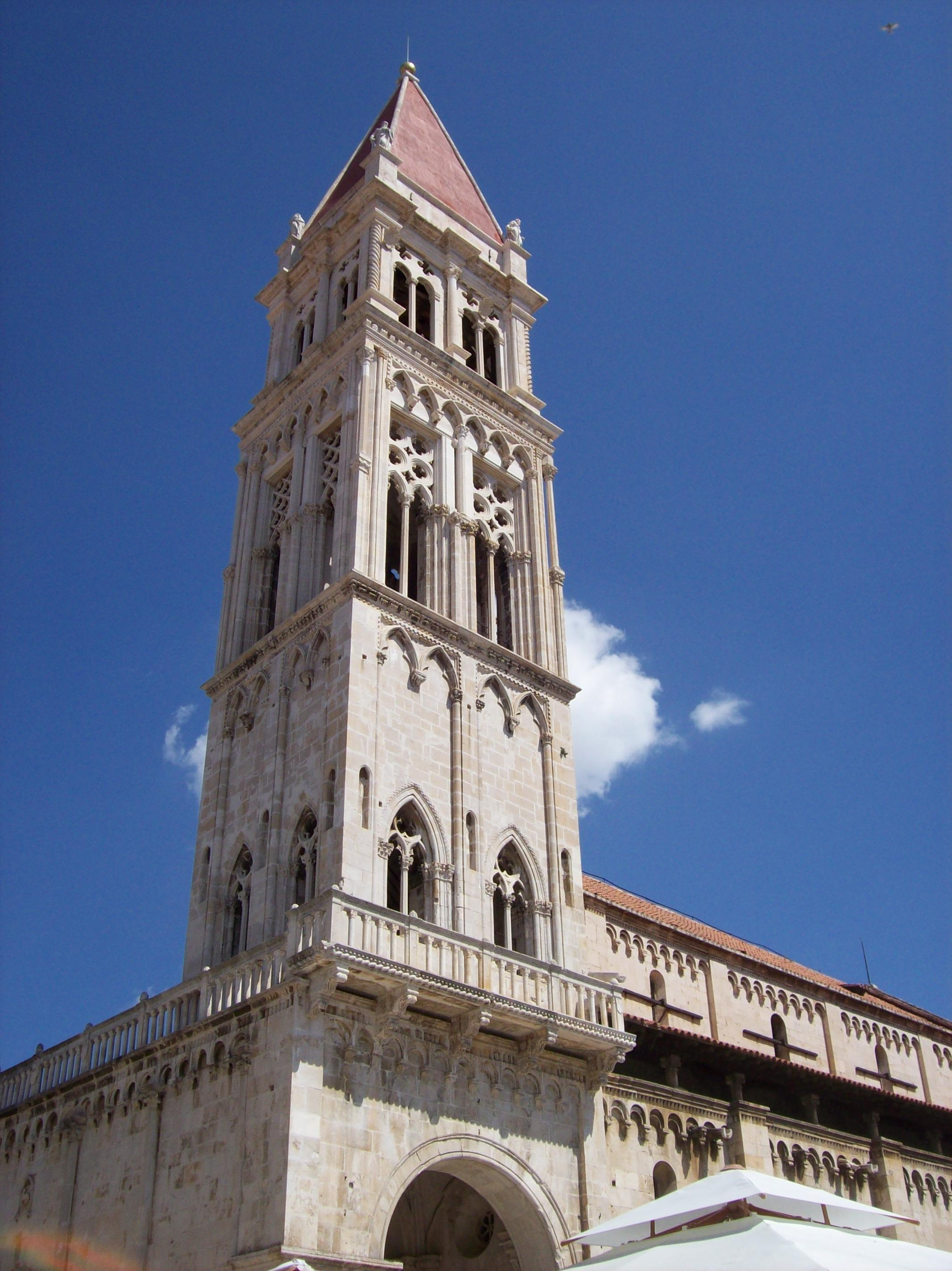
Дзвіниця

Висота дзвіниці собору сягає 47 метрів. Її будівництво було розпочате ще наприкінці XIV століття, однак у 1420 році вона сильно постраждала в результаті венеційської облоги та завоювання міста. Будівництво першого ярусу було завершено у 1422 році у ході робіт по відновленню собору від наслідків венеційських руйнувань. Дзвіниця зводилась у стриманих готичних формах із використанням суцільних стінних площин і тонко висічених капітелей на готичних двохаркових вікнах. На ярусі є написи майстрів Матея і Степана. Відновлювальні роботи повністю завершив майстер Матей Гойкович.
Другий ярус зводився у 40-ві роки XV століття уже у стилі квітучої венеційської готики, причому авторство архітектурного рішення приписується Лоренцо Пінчіно, який до цього був провідним майстром у споруджені собору Св. Якова у Шибенику. Пінчіно, який у Венеції брав участь у будівництві палаццо Ка' д'Оро, свій досвід набутий у тонкому використанні площин у стінній поверхні і створенні вишуканої кам'яної сітки і тонких високих стовпчиків, застосував і при спорудженні дзвіниці. За задумом та вишуканістю оздоблення, дзвіниця вважається одним із найкращих зразків квітучої венеційської готики на хорватському Адріатичному узбережжі.
Третій ярус дзвіниці та піраміду, яка її вінчає, закінчену раніше, але сильно пошкоджену, відновив і у її формах пізнього Ренесансу завершив у 1605 році майстер Трифун Боканич (1575—1609). Останній ярус своєю досить скороченою висотою і дещо важкими елементами архітектонічного декору трохи зіпсував готичну концепцію. З чотирьох сторін бази кінечної піраміди Боканич встановив чотири скульптури венеційського маньєристського скульптора Алессандро Вітторії (1525—1608). З нагоди нещодавньої реконструкції дзвіниці скульптури були замінені копіями. Оригінали, разом з іншими творами сакрального скульптурного мистецтва виставлені у сусідній церкві Св. Іоанна Хрестителя. У шар, що вінчає вершину дзвіниці, були поміщені мощі святих для того, аби захистити собор і місто від негод.

## Баптистерій

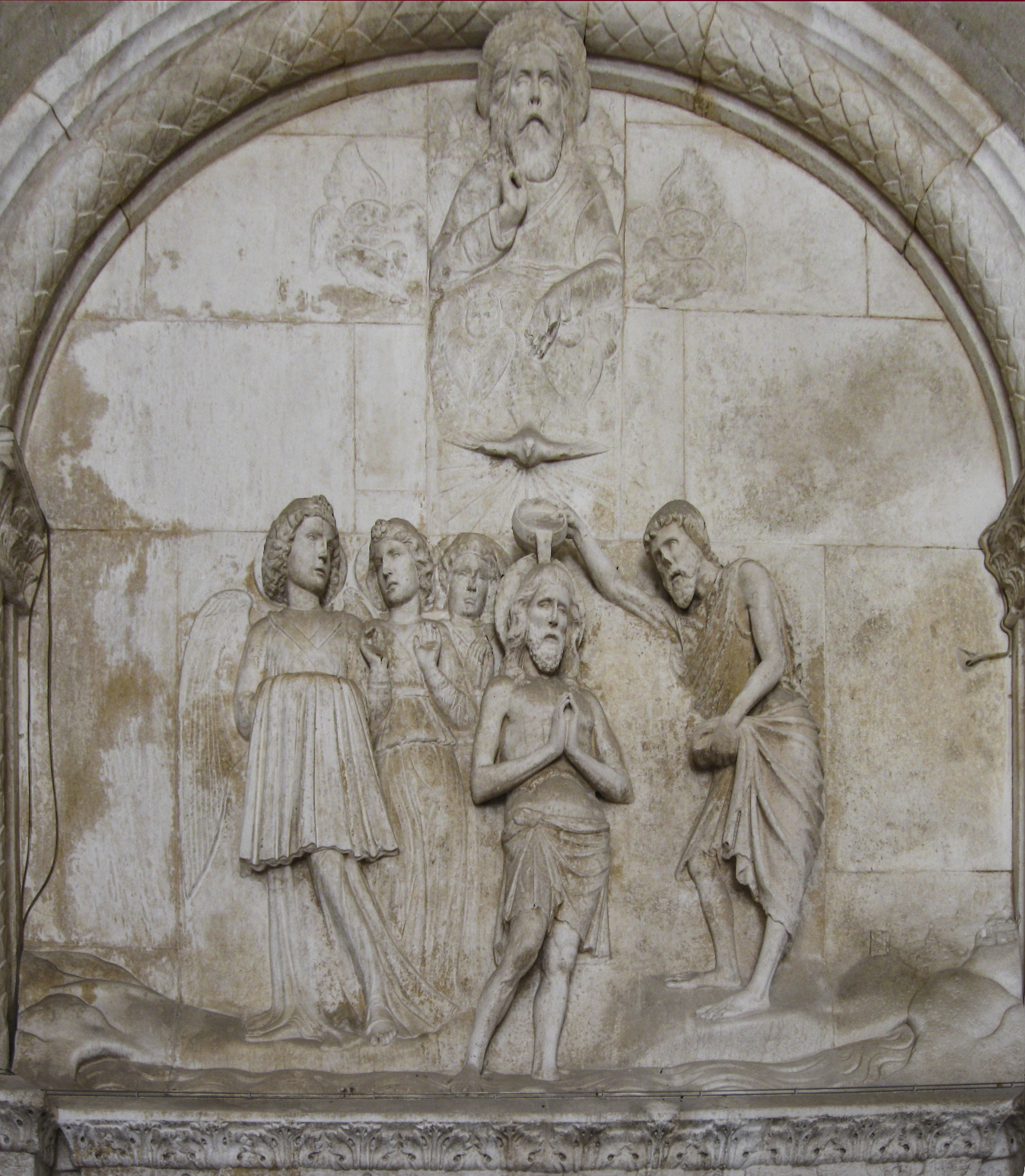
Андрія Алеші. «Хрещення Христа на річці Йордан», барельєф на входом до баптисерію, XV ст.

Колишній баптистерій собору був круглої форми і знаходився на площі. У другій половині XV століття, у той час коли створювався вільний простір у північній стороні собору, виникла ідея збудувати новий баптистерій саме у північній стороні вестибюля. Проект був доручений Андрії Алеші, архітектору і скульптору родом з албанського міста Дураццо, оскільки він вже показав свою майстерність у роботі, яку він провів у кафедральному соборі Св. Якова у Шибенику. За для цього була замурована північна арка вестибюля. Над добре розчленованим, майже квадратної форми, порталом баптистерію Алеші у трохи видовженій формі створив великий барельєф «Хрещення Христа на річці Йордан». Очевидно, що цей барельєф створювався під впливом і при досконалому знанні представників живопису раннього Ренесансу.
Просторовість і перспектива чітко відзначені градацією об'ємів фігур, що зображені на передньому і другому планах. Увесь внутрішній вигляд баптистерію свідчить про синкретичний стиль, за допомогою якого поєднуються дві майже взаємовиключні художні концепції — готична і ренесансна. На будівництво баптистерію значно вплинув вигляд сплітського баптистерію, який знаходиться у римському храмі Юпітера (частина палацу Діоклетіана), звідки була запозичена ідея касетного склепіння. Однак трогірський баптистерій немає сферичної форми, яка є у сплітському. Тут він переломлений по поздовжній осі, що є свідченням впливу готичного стилю.
Будівництво баптисерію проводилось за принципом монтажного будування, яке вже використовувалось при будівництві кафедрального собору Св. Якова у Шибенику. Оброблені кам'яні плити зі своєю архітектонічною пластикою виготовлялися ще до будівництва, а потім пазовою системою кріплення з'єднувалися у ціле. Однак, у ході будівництва були допущені деякі помилки, про що свідчать переломи у декількох фігурах янголів.
До впливу Ренесансу, головним чином, того, який позначився на роботі архітектора і скульптора Ніколи Флорентинця, відноситься фриз із фігурками янголят, що тримають важкі вінки, який простягнувся по всім чотирьом стінам баптистерію. На фронтоні південної стіни баптистерію Алеші створив барельєф із зображенням Св. Ієроніма, який спирається на розгорнуту книгу у печері, у компанії з левом, що смиренно на нього дивиться. Купель схожа на ту, яка знаходиться у соборі Св. Якова у Шибенику.
Вписаний із внутрішньої сторони на одвірку латинський напис, який свідчить про те, що ця будівля споруджена Андрією Алеші, і що її будівництво було завершене у 1467 році при єпископі Якові Турлоні.

## Портал Радована

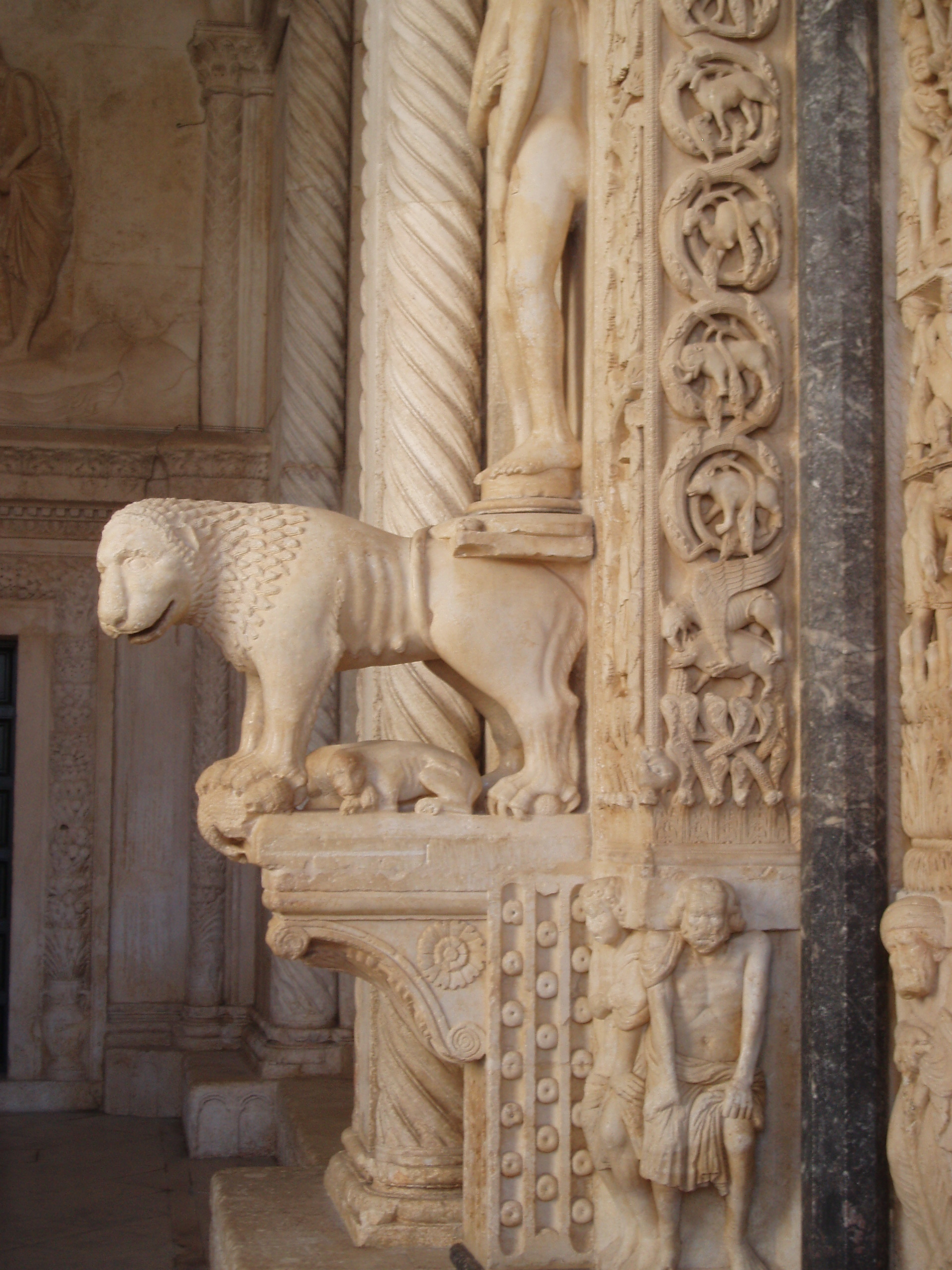
Портал Радована, лівий одвірок порталу із скульптурою левиці

Центральний портал собору був створений майстром Радованом приблизно у 1240 році, про що свідчить напис, зроблений самим автором. Своєю пластичністю, життєвістю і сміливістю композиції скульптури майстра Радована порівнюються із важливими досягненнями зрілої романської епохи у Північній Італії, причому у деяких деталях вони перевершують роботи Бенедетто Антеламі (1150—1230).
Особливим виділяється центральний барельєф люнета порталу, на якому одночасно зображені три сцени — «Різдво Христове», «Подорож трьох волхвів» і «Поклоніння пастухів». Це робота самого майстра Радована, оскільки на рельєфі знаходиться напис із його ім'ям і датою створення. Гнучкість фігур, їх майже природне згинання, що відповідає композиційній схемі, об'ємність, що підкреслена тривимірністю та витончена обробка свідчать про роботу великого значення, а також майстерність скульптора, перспективне скорочення зображення передбачає новий період у європейському мистецтві.
У напівкруглому поясі над люнетом зображені сцени «Благовіщення», «Поклоніння трьох волхвів», «Сон Йосифа» та група янголів, що співають хвалебні пісні. Портал має міцні бокові консолі, на яких установлені скульптури лева та левиці. З обох сторін порталу встановлені пілястри, які покриті рельєфами. Їх підтримують по два атланти (в загальній кількості вісім). На першій парі пілястр зображений повний цикл місяців року зі знаками зодіаку. Деякі барельєфи були створені майстром Радованом, інші — виготовили в його майстерні. Поряд із першою парою пілястр, біля самих дверних стулок, встановлені два вузьких стовпи, які розкішно декоровані стилізованим листям, крізь які проглядаються жваві сцени полювання, битв, а також один кентавр та сцена «Викрадення Європи».

## Інтер'єр

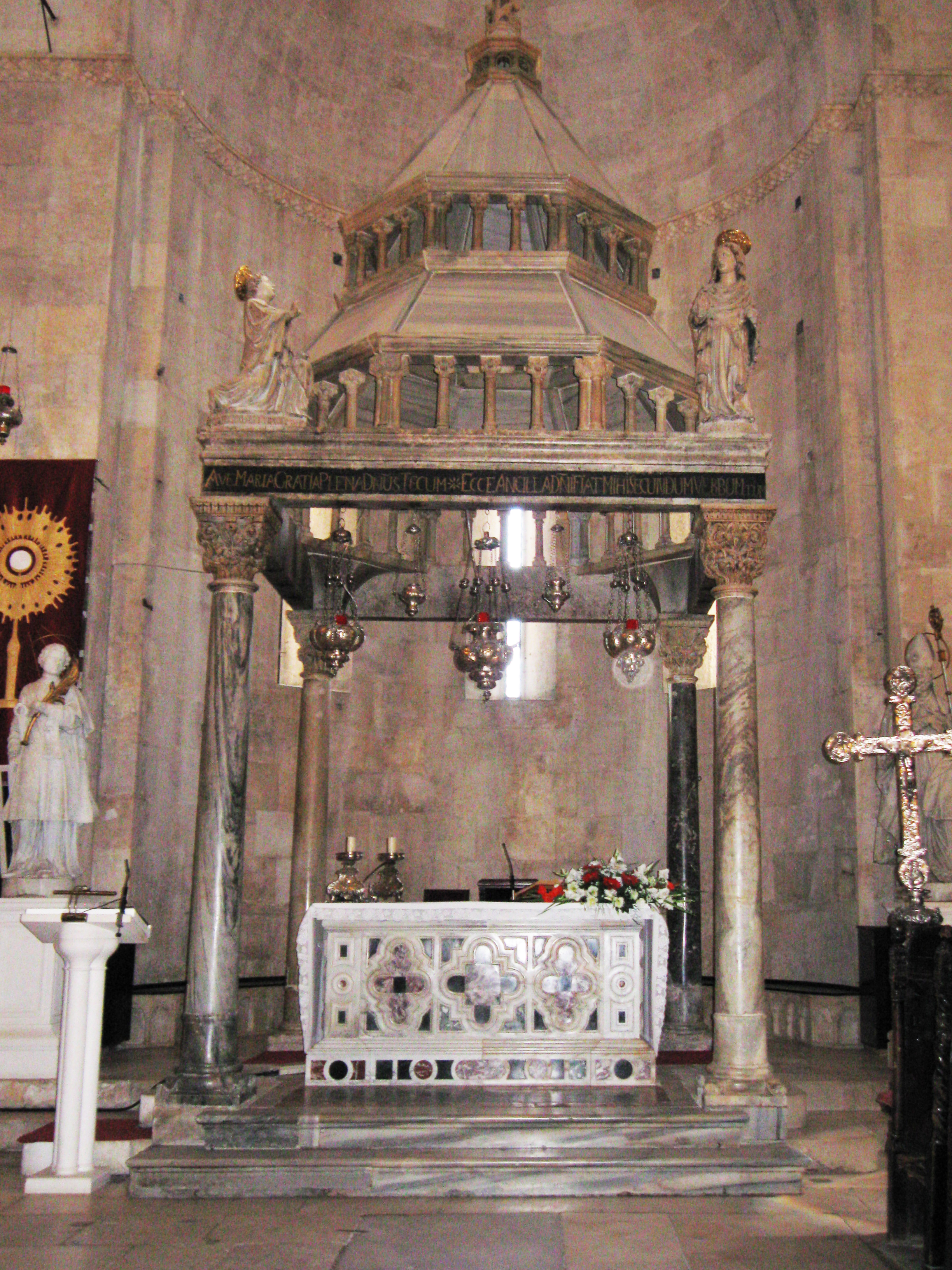
Ківорій над центральним вівтарем кафедрального собору Св. Лаврентія, XIII ст. Дві скульптури, що зображують сцену Благовіщення, робота майстра Мавара, XIV ст.

Масивність і компактність маси кафедрального собору Св. Лаврентія знаходять ще більшого вираження в його інтер'єрі, у якому домінують монументальні пілони і високі напівциркульні арки, що розділяють високий середній неф від бокових. Центральний неф при реконструкції у XV столітті був перекритий хресто-ребровим склепінням. Послідовникам майстра Радована приписуються два предмети церковного начиння — ківорій над центральним вівтарем та восьмигранна кафедра, що знаходиться ліворуч від вівтарної частини, презбітерія.
Кафедра, яка, попри свою монументальність, гармонічно вписуються в інтер'єр собору та нагадує ту, яка знаходиться у соборі Св. Домнія у Спліті. Кафедру підтримують колони із розкішно вирізьбленими капітелями. Ківорій являє собою двоярусне кам'яне шатро, що розкинулось над вівтарним столом і стоїть на чотирьох колонах. Своїм розташуванням і габаритами він добре вписався у простір, розмістившись перед апсидою центрального нефу. На лицьовій стороні ківорія над кам'яною балкою знаходяться дві скульптури — Богородиці та архангела Гавриїла, які разом утворюють сцену Благовіщення. Скульптури створив майстер Мавар на початку XIV століття.
У презбітерії собору знаходяться вкриті багатою різьбою, різнокольорові і частково позолочені готичні хорові сидіння, які у 1439 році створив майстер Іван Будиславич. Завдяки своєму оздобленню вони вважаються одними із найкращими у Далмації. Після проведення відновлювальних робіт у соборі наглядно проявився контраст між забарвленням дерева і розписними деталями. Над кожним сидінням знаходиться рельєф із позолоченим погруддям одного зі старозаповітних пророків.
Під склепінням центрального нефу на своєму первісному місці висить велике розписне готичне розп'яття, яке виготовив хорватський живописець Блаженний Юрій Трогірський (1412—1448). На стінах кафедрального собору знаходяться ряд картин художників епохи маньєризму та бароко, а саме Якопо Пальми молодшого (1548/1550—1648), Агостіно Рідольфі (1646—1727), Доменіко Сагомані та Джованні Батісти Піттері. У соборі багато надгробних плит і написів трогірських патриціїв та єпископів.
До північної сторони собору прибудована каплиця Св. Ієроніма. Її будували з 1431 по 1436 рік архітектори Нікола Рачич та венеційець Марко Груато. Каплиця, так, як і центральний неф храму, врита хрестово-ребровим склепінням.
У середині XV століття у готичному стилі була збудована ризниця кафедрального собору. У 1458 році майстер Григорій Видов, разом із венеційськими різьбярами виготовив розкішно вирізьблену та інкрустовану дерев'яну шафу, в якій зберігались скарби кафедрального собору. Над шафою зображені герби усіх трогірських єпископів.

## Скарбниця
У скарбниці кафедрального собору Св. Лаврентія зберігається низка цінних творів мистецтва, в першу чергу, ювелірного мистецтва та шиття золотом, особливо, тих, що датуються XIV—XV століттям. Окрім релікварія із мощами блаженного Іоанна Трогірського XIV століття, в колекції виділяються готичний диптих зі слонової кістки; срібний готичний глечик, стилізований у вигляді дракона, вкритий викарбуваним орнаментом, що нагадує луску змії; срібна статуя Св. Лаврентія; срібний хрест, зроблений у Авіньйоні (XIV ст.); срібна скульптура блаженного Іоанна Трогірського із моделлю міста Трогіра у руках (XV ст.); велике розписне розп'яття із кафедрального собору, виконане майстернею Блажа Юрія Трогірянина (XV ст.); релікварій митра Ніколо Казотті (XIV ст.).
Велику цінність має також відомий капюшон, прикрашений золотою вишивкою, перлинами і дорогоцінним камінням, що рельєфно зображує сцену зі Св. Мартином та жебраком. Раніше хорватська історіографія співвідносила цю реліквію із перебуванням угорсько-хорватського короля Бели IV у Трогірі, втім, нині вважається, що цей твір мистецтва належить до початку XV століття.

## Каплиця Св. Іоанна Трогірського

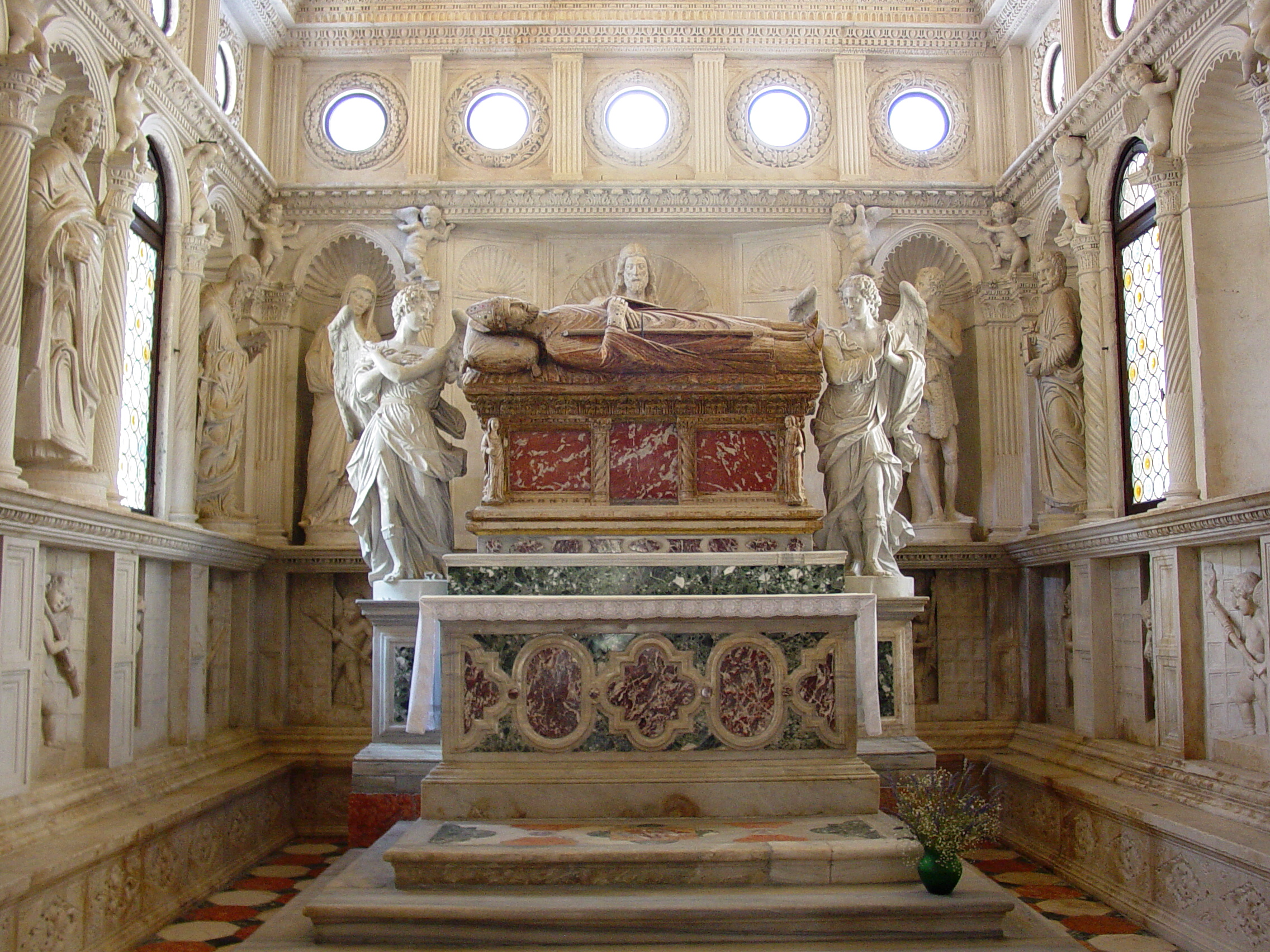
Каплиця Св. Іоанна Трогірського, XV ст.

Каплиця небесного заступника міста Трогіра, блаженного Іоанна (також відома як каплиця Івана Урсіні), трогірського єпископа, вважається одним із найважливіших ранньохристиянських ансамблів на території Хорватії. Каплиця, що примикає до стіни лівого нефу кафедрального собору і знаходиться навпроти південного порталу, є цілісною спорудою із багатим і комплексним реєстром архітектонічної пластики, барельєфів та скульптур. Каплиця була створена як усипальниця свого замовника, єпископа Якова Турлона, який як високоосвічений церковний сановник, був і співавтором іконографічної програми, разом із самим автором, архітектором і скульптором Ніколою Флорентинцем, і, ймовірно, з видатним трогірським гуманістом та ерудитом Коріоланом Чіпіко. Ім'я Чіпіко згадується в угоді про будівництво, підписаної 4 січня 1468 року, в якій він представляє іншого архітектора, Андрію Алеші.
Будівництво каплиці тривало впродовж трьох десятиліть. Деякі скульптури були встановлені пізніше, у XVI столітті. Однак, програма будівництва не була повністю реалізована, оскільки постійно вносились зміни, а також не був створений запланований спочатку вівтар для каплиці. В епоху бароко відбулись зміни, після яких почали застосовувати барвистий мармур, і все-таки, початковий ренесансний проект виявився гармонічним і переконливим, що всі наступні зміни не зашкодили початковому задуму.
Для будівництва каплиці зразком став римський храм Юпітера, який входив до складу палацу Діоклетіана у Спліті, в якому помістився баптистерій кафедрального собору Св. Домнія. Целла колишнього храму врита касетним циліндричним склепінням, яке часто застосовувалося у ренесансному наслідуванні античної архітектури та архітектурної пластики.

## Реставрація
У кафедральному соборі було проведено низку реставраційних робіт. Проекти були здійснені реставраційною фірмою Sansovino s.n.c. (Венеція) за підтримки американської організації Venetian Heritage Inc. Проекти з відновлення включають:
- Каплиця Св. Іоанна Трогірського (травень 2000—червень 2002)[5]. Спонсор проекту: Venetian Heritage Inc. Міністерством культури, пам'ятників та мистецтва Хорватії були вирішені структурні проблеми з дахом, а Venetian Heritage зосередились на очищенні та збереженні каменю. Ці реставраційні роботи на основі наукових досліджень проводились за участю міжнародного співробітництва, отримали у 2003 році нагороду Європейського Союзу за культурну спадщину/Europa Nostra Awards за високу якість.
- Романський портал, готичний вестибюль та ренесансний баптисерій (січень 2004—червень 2006)[6]. Спонсори проекту: Venetian Heritage Inc., Getty Foundation, Міністерство культури Хорватії, Сондра Вітні, Arch Foundation, регіон Венето, Джиліан Еттфілд, Лоуренс Лоуетт. Поверхні з сірого мармуру (breccia africana) оброблялися різними шарам мікрокристалічного ренесансного воску. Де можливо, була встановлена електрична система захисту від голубів. Очищення стін вестибюля в основному здійснювалося за допомогою механічних засобів: пневматичних мікроскальпелів і точних вібро-інструментів. Також для очистки застосовувався лазерні системи PHOENIX та SMART CLEAN II.
- Кафедра (січень—квітень 2007)[7]. Спонсори проекту: Venetian Heritage Inc. та The Krehbiel Family Foundation. До реставрації, уся кафедра була вкрита товстим шаром чорного осаду, що зробило майже неможливим розрізнити текстуру і колір різних видів мармуру. Зрештою реставраторам вдалося виявити оригінальну позолоту на капітелях та старий мармур.